# 谢尔米塞
谢尔米塞（法語：Chermisey，法語發音：[ʃɛʁmizɛ] ⓘ）是法国大東部大區孚日省的一个市镇，位于该省西部，属于讷沙托区。

## 地理
谢尔米塞（48°25'1"N, 5°34'10"E）面积10.75 平方千米，位于法国大東部大區孚日省，该省份为法国东北部内陆省份，北起默兹省和默尔特-摩泽尔省，西接上马恩省，南至上索恩省和贝尔福地区省，东临上莱茵省和下莱茵省。
与谢尔米塞接壤的市镇（或旧市镇、城区）包括：米德勒沃、瑟罗蒙、锡奥讷、上沃德维尔、阿夫朗维尔。

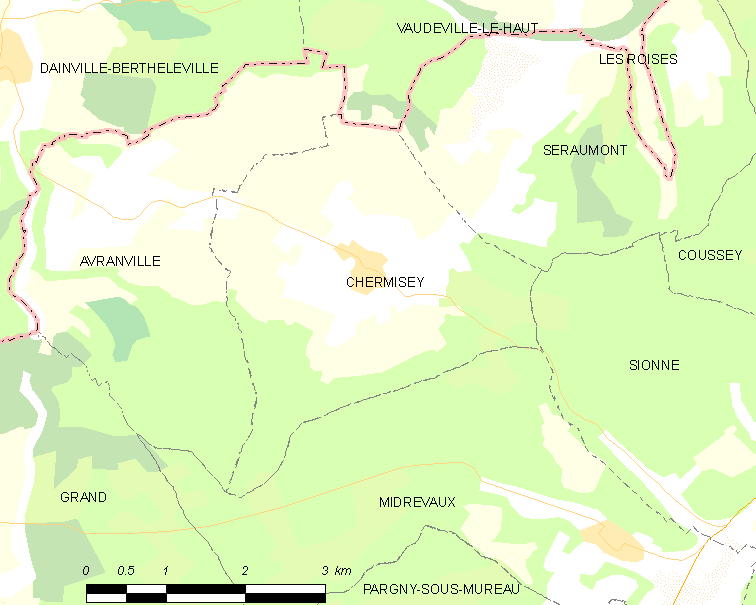
谢尔米塞的OSM定位图

谢尔米塞的时区为UTC+01:00、UTC+02:00（夏令时）。

## 行政
谢尔米塞的邮政编码为88630，INSEE市镇编码为88102。

## 政治
谢尔米塞所属的省级选区为讷沙托县。

## 人口

1962-2008年间谢尔米塞人口变化图示

谢尔米塞于2022年1月1日时的人口数量为86人。